# آسکولا
آسْکولا (به فنلاندی: Askola) یک منطقهٔ مسکونی در فنلاند است که در اوسیما واقع شده‌است.